# Степанов, Иван Михайлович
Иван Михайлович Степанов (29 июня 1932, деревня Часыня, Демянский район, Новгородская область — 28 сентября 2003, село Степное, Карасуский район, Костанайская область, Казахстан) — тракторист совхоза «Искра» Октябрьского района Кустанайской области, Казахская ССР. Герой Социалистического Труда (1967).

## Биография
Родился в 1932 году в крестьянской семье в деревне Часыня (не существует с 1976 года) Демянского района. В 1941 году окончил два класса местной сельской школы. В октяьре 1941 года вместе с семьёй эвакуировался в Слободо-Туринский район Свердловской области. В июне 1945 года возвратился в родную деревню. Трудился в колхозе «Красный пахарь» Валдайского района с усадьбой в деревне Корытенка. С 1949 по 1951 года — кладовщик в этом же колхозе. Затем до 1954 года проходил срочную службу в строительной части Балтийского флота в Кронштадте.
После армии в ноябре 1954 года по комсомольской путёвке отправился на освоение целины в Казахскую ССР. Трудился экспедитором на станции Койбагар, где принимал поступающие в Кара-Суйский район Кустайской области. С 1955 года — прицепщик, тракторист совхоза «Искра» Октябрьского района.
Ежегодно показывал высокие трудовые результаты. В 1964—1966 годах вспахал на тракторе ДТ-75 3792 гектара при годовой норме 900 гектаров. В эти же годы скосил и обмолотил на комбайне СК-4 зерновые с 1685 гектаров при годовой норме 270 гектаров и намолотил 28883 центнера зерновых. Указом Президиума Верховного Совета СССР от 19 апреля 1967 года удостоен звания Героя Социалистического Труда за «достигнутые успехи в увеличении производства и заготовок зерна в 1966 году» с вручением ордена Ленина и золотой медали «Серп и Молот».
Дважды участвовал в Выставке ВДНХ в Москве.
После выхода на пенсию в 1987 году проживал в селе Степное Карасуского района. Умер в сентябре 2003 года. Похоронен на местном православном кладбище.
Награды
- Герой Социалистического Труда
- Орден Ленина
- Золотая медаль ВДНХ.